# Moosbach (Autriche)
Pour les articles homonymes, voir Moosbach.
Moosbach est une commune autrichienne du district de Braunau am Inn en Haute-Autriche.